# Malakosaria sinclairii
Malakosaria sinclairii är en mossdjursart som först beskrevs av Busk 1857.  Malakosaria sinclairii ingår i släktet Malakosaria och familjen Calwelliidae. Inga underarter finns listade i Catalogue of Life.